# Forțele Terestre Bulgare
La Forțele Terestre din Bulgaria ( bulgară : Сухопътни войски на България ) sunt război la solramura al Forțelor Armate bulgare . Forțele Terestre au fost înființate în 1878, când erau compuse din miliții antiotomane ( opalchentsi ) și erau singura ramură a armatei bulgare. Forțele terestre sunt administrate de Ministerul Apărării, cunoscut anterior ca Ministerul de Război în timpul Regatului Bulgariei.
Forțele terestre au fost formate din recruți în cea mai mare parte a istoriei Bulgariei. În timpul Primului Război Mondial, a trimis peste un milion de soldați din populația totală a Bulgariei de aproximativ patru milioane. În timpul comunismului (1946–1990), recrutarea de doi ani a fost obligatorie, dar durata sa a fost redusă în anii 1990. Conscripția pentru toate filialele a fost încetată în 2008; de atunci, Forțele Terestre sunt o forță de voluntari. Trupele Forțelor Terestre bulgare sunt desfășurate în misiuni de menținere a păcii în Afganistan, Bosnia și Herțegovina și Kosovo.
Din 2004, Forțele Terestre se află într-un proces de restructurare continuă. În cadrul celei mai recente reforme, brigăzile au fost reduse la regimente, în timp ce mai multe garnizoane și brigăzi au fost desființate.
Forțele terestre sunt împărțite funcțional în „Active” și „Forțe de rezervă.” Principalele lor funcții includ descurajarea, apărarea, sprijinirea păcii și managementul crizelor , misiuni umanitare și de salvare, precum și funcții sociale în cadrul societății bulgare.
Forțele active au în principal sarcini de menținere a păcii și defensive și sunt împărțite în continuare în Forțe de Desfășurare, Reacție Imediată și Forțe Principale de Apărare. Forțele de rezervă sunt formate din forțe de consolidare, forțe de apărare teritorială și terenuri de antrenament. Acestea se ocupă de planificare și pregătirea rezerviștilor, depozitarea armamentului și echipamentelor, pregătirea formațiunilor pentru rotația forțelor active sau creșterea personalului.
În timp de pace, Forțele Terestre mențin permanent pregătirea pentru luptă și mobilizare. Ei devin parte a formațiunilor militare multinaționale în conformitate cu tratatele internaționale din careBulgaria este parte, participă la pregătirea populației, economia națională și menținerea rezervelor de război și a infrastructurii țării pentru apărare.